# 홍기 (최규하의 부인)
홍기(洪基, 1916년 3월 3일~2004년 7월 20일)는 대한민국의 제10대 대통령 최규하의 배우자이다.
2004년 원주시 호저면 선영에 안장되었으나 대전현충원 국가원수묘역으로 이장, 최규하 제10대 대통령과 함께 합장됐다. 본관은 남양(당홍계)이다.

## 이력
- 1916년 충청북도 충주군에서 태어남
- 1935년 11월에 최규하와 중매로 결혼
- 1964년 최규하가 말레이시아 대사에 임명돼 함께 말레이시아 생활 시작
- 1967년 최규하가 외무부 장관으로 발탁됨
- 1975년 최규하가 국무총리로 발탁됨
- 1979년 10월 26일 10·26 사건 직후 최규하 국무총리, 대통령 권한대행으로 임명됨
- 1979년 12월 6일 통일주체국민회의에서 최규하가 대통령으로 선출됨
- 1980년 8월 16일 최규하 대통령직에서 사임
- 2004년 7월 20일 오전 알츠하이머로 투병 중 서거하심

## 가족 관계
- 아버지: 홍병순
- 어머니: 권재희(1884년 이전~1916년 이후)
- 배우자: 최규하(崔圭夏, 1919년 7월 16일~2006년 10월 22일)
- 장남: 최윤홍(崔胤弘, 1943년~)
- 차남: 최종석(崔鍾晳, 1951년~)
- 장녀: 최종혜(崔鍾惠, 1953년~)
- 시아버지: 최양오(洪炳純, 1897년~1973년)

## 대중 매체

### TV 드라마
- 전원주 - 1995년(코리아게이트), SBS 드라마
- 최은숙 - 1998년(삼김시대), SBS 드라마